# لورنزو روتا

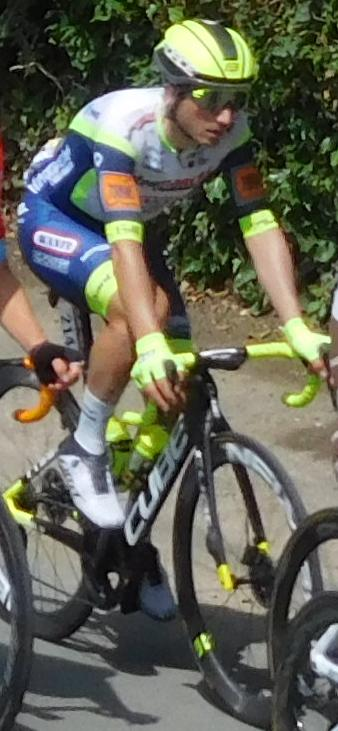
لورنزو روتا

لورنزو روتا (ایتالیایی: Lorenzo Rota؛ زادهٔ ۲۳ مهٔ ۱۹۹۵) دوچرخه‌سوار اهل ایتالیا است.
از باشگاه‌هایی که در آن رکاب زده‌است می‌توان به باردیانی–سی‌اس‌اف اشاره کرد.